# 9504 Lionel
9504 Lionel è un asteroide della fascia principale. Scoperto nel 1973, presenta un'orbita caratterizzata da un semiasse maggiore pari a 2,9475434 UA e da un'eccentricità di 0,0804937, inclinata di 2,39832° rispetto all'eclittica.